# Liste des évêques d'Allentown
Cette page présente la liste des évêques d'Allentown
Le diocèse d'Allentown (Dioecesis Alanpolitana), en Pennsylvanie, est érigé le 28 janvier 1961, par détachement de l'archidiocèse de Philadelphie.

## Sont évêques
- 11 février 1961-3 février 1983 : Joseph McShea (Joseph Mark McShea)
- 3 février 1983-15 décembre 1997 : Thomas Welsh (Thomas Jérôme Welsh)
- 16 décembre 1997-27 mai 2009 : Edward Cullen (Edward Peter Cullen)
- 27 mai 2009-9 décembre 2016 : John Barres (John Oliver Barres)
- depuis le 26 juin 2017: Alfred Schlert (Alfred Andrew Schlert)

## Sources
- Fiche du diocèse sur le site catholic-hierarchy.org